# Geinberg
Geinberg es un municipio situado en el distrito de Ried, en el estado de Alta Austria, Austria. Tiene una población estimada, a inicios de 2024, de 1471 habitantes.